# Розширення Шенгенської зони

Шенгенська зона
Держави з відкритими кордонами
Зобов'язалися увійти до Шенгенської зони

Із двох членів ЄС, які не входять до Шенгенської зони, Кіпр — юридично зобов'язаний приєднатися до неї; Ірландія зберігає право на неучасть, натомість застосовуючи власну візову політику, перебуваючи в єдиному міграційному просторі разом з Сполученим Королівством. Потенційно до Шенгенської зони в майбутньому вступлять держави-кандидатки на членство в ЄС опісля приєднання до Європейського Союзу: Албанія, Боснія і Герцеговина, Молдова, Північна Македонія, Сербія, Україна та Чорногорія.

## Процедура приєднання
Процедура вступу до Шенгенської зони полягає в тому, що Єврокомісія оцінює певні критерії. Ці критерії включають законодавство про прикордонний контроль, інфраструктуру та організацію, захист персональних даних, візи, депортацію, співпрацю поліції тощо. Після позитивної оцінки члени Шенгенської зони Ради Європейського Союзу разом із Європейським Парламентом ухвалюють одноголосне рішення про прийняти нового члена.
| Держава   | Площа(км²) | Населення | Пiдписано      | Можливе вирiшення                | Умови |
| --------- | ---------- | --------- | -------------- | -------------------------------- | --- |
| Гібралтар | 6,8        | 34,408    | Не підписано   | Офіційна дата не встановлена     | ЄС і Сполучене Королівство обговорюють договір або іншу домовленість для застосування в Гібралтарі на основі угоди, досягнутої між Сполученим Королівством та Іспанією 31 грудня 2020 року. Гібралтар не є суверенною державою, тому в міжнародному праві Сполучене Королівство діє від імені Гібралтару. |
| Кіпр      | 9251       | 1,170,125 | 16 квітня 2003 | Офіційної кінцевої дати не існує | Асиметричний прикордонний режим, викликаний кіпрським конфліктом |

## Історичні розширення

#### Хорватія

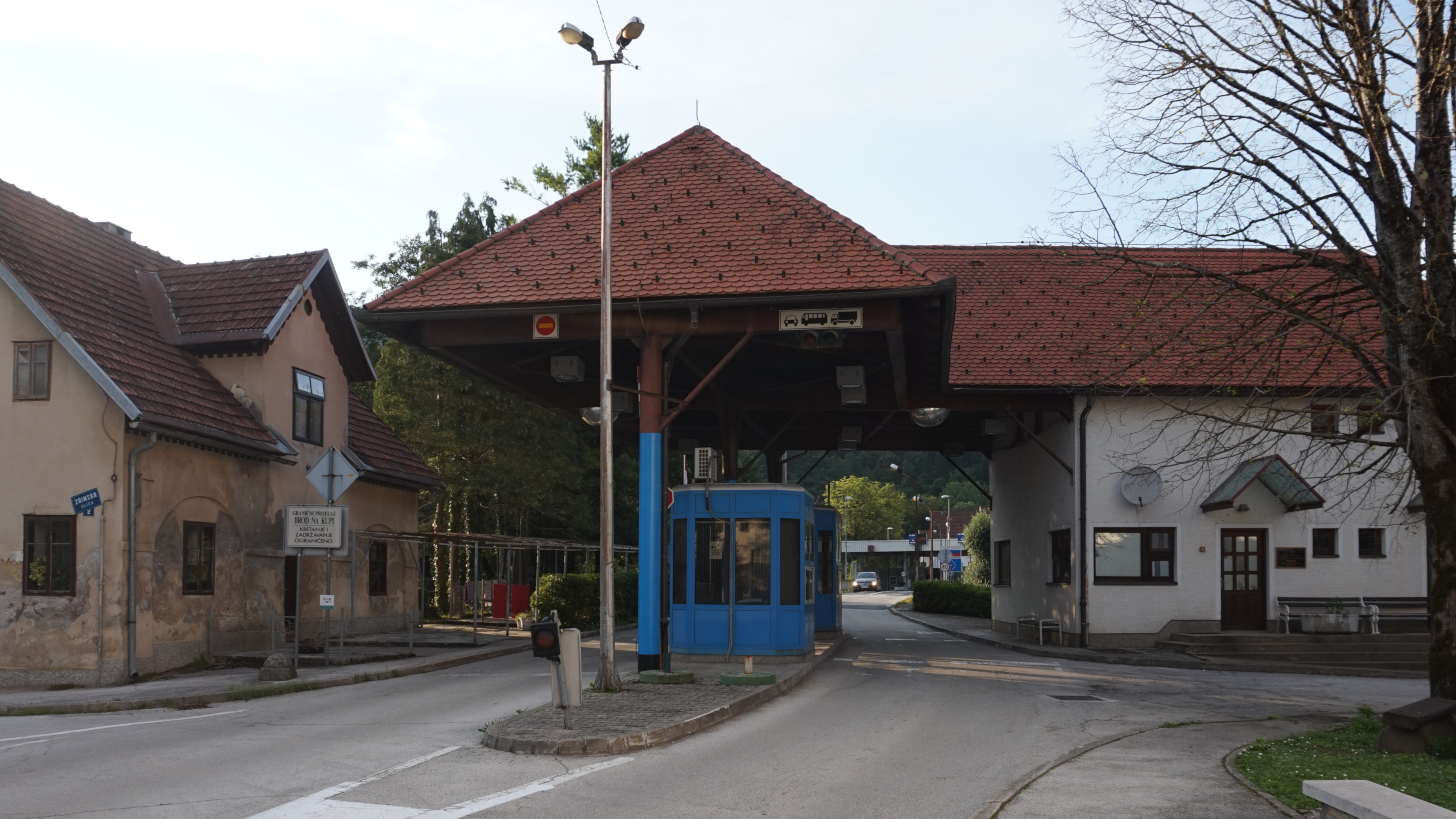
На пункті пропуску в Брод-на-Купі на хорватсько-словенському кордоні (який зараз є зовнішнім кордоном Шенгенської зони) хорватський прикордонний контрольно-пропускний пункт не укомплектований. Натомість хорватські прикордонники разом зі своїми словенськими колегами здійснюють прикордонні перевірки на словенському прикордонному пункті в Петрині на іншому березі річки Купа.

Хоча Хорватія, яка приєдналася до ЄС 1 липня 2013 року, також юридично зобов'язана врешті-решт приєднатися до Шенгенської зони, впровадження було відкладено. У березні 2015 року тодішній міністр внутрішніх справ Хорватії Ранко Остоїч заявив, що його країна готова приєднатися до Шенгенської зони. Хорватія попросила ЄС провести технічну оцінку, яка тривала півтора року та почалася 1 липня 2015 року. Ця оцінка була позитивною, і Хорватія отримала доступ до Шенгенської інформаційної системи в січні 2017 року. 27 червня 2017 року Хорватія приєдналася до ШІС ІІ для співпраці правоохоронних органів.
Хорватія має загалом 2 028 кілометрів (1 260 миль) сухопутного кордону, з яких 990 кілометрів (620 миль) і 58 пунктів прикордонного контролю знаходяться з іншими країнами ЄС (Словенією та Угорщиною).[джерело?]
Потік біженців і мігрантів з Греції через Північну Македонію та Сербію до Хорватії, а потім до нинішніх держав-членів Шенгенської зони, таких як Словенія, Австрія та Угорщина, як частина європейської міграційної кризи 2015 року, змусив деяких засумніватися, чи буде політичний консенсус необхідний для подальшого розширення Шенгенської зони. У вересні 2015 року Угорщина погрожувала накласти вето на приєднання Хорватії до Шенгенської зони після того, як вона дозволила мігрантам проїжджати через країну до Угорщини. Словенія припустила, що може накласти вето на приєднання Хорватії до Шенгенської зони через прикордонну суперечку.
У жовтні 2018 року високопоставлений хорватський урядовець заявив, що метою Хорватії є виконання технічних критеріїв для приєднання до Шенгену до кінця 2018 року та сподівається приєднатися до 2020 року. Жан-Клод Юнкер, президент Європейської комісії, заявив у червні 2019 року, що він «хотів би, щоб ми (Європейська комісія) запропонували приєднання Хорватії до Шенгенської зони згідно з нашим мандатом». У травні 2019 року під час візиту до країни канцлер Німеччини Анґела Меркель заявила, що Німеччина повністю підтримує приєднання Хорватії до Шенгену.
У липні 2019 року Хорватія отримала від Єврокомісії неофіційну інформацію про те, що вона виконала всі технічні вимоги для вступу до Шенгенської зони. На початку вересня 2019 року прем'єр-міністр Хорватії Андрей Пленкович заявив, що Хорватія «безумовно приєднається до Шенгену». 27 вересня 2019 року він сказав, що «Словенія не може блокувати вступ Хорватії до Шенгенської зони на невизначений термін», але наступного дня хорватська газета припустила, що принаймні три країни виступили проти вступу Хорватії до того, як було проведено реформу Шенгенської системи. У листопаді 2019 року прем'єр-міністр Угорщини Віктор Орбан підтвердив, що його країна «рішуче підтримує» приєднання Хорватії до Шенгенської зони.
22 жовтня 2019 року Європейська комісія підтримала приєднання Хорватії до Шенгенської зони, що є попереднім етапом повного приєднання до Шенгенської зони. Президентство Португалії та комісар Ілва Йоханссон поінформували Раду, що Хорватія успішно завершила процедуру оцінки Шенгенської зони 13 березня 2021 року. Робота та мета Хорватії зараз полягає в тому, щоб підготувати все, що необхідно для ухвалення Радою ЄС політичного рішення про членство в Шенгені. Це завдання, яке Румунія та Болгарія не виконали ще у 2011 році.
15 березня 2021 року прем'єр-міністр Хорватії Андрей Пленкович заявив в інтерв'ю виданню Politico, що мета його кабінету — досягти приєднання Хорватії як до Шенгену, так і до єврозони до другої половини 2024 року — до кінця повноважень його уряду.
25 травня 2021 року та 5 липня 2021 року прем'єр-міністр Хорватії Андрей Пленкович заявив, що Хорватія може увійти до Шенгенської зони у 2022 році.[джерело?]
2 липня 2021 року словенський міністр Алеш Хойс, який очолить Раду внутрішніх справ, яка відповідає за розширення Шенгену, заявив, що «Словенія абсолютно підтримує вступ Хорватії до Шенгену», а також що «він готовий поставити питання про Приєднання трьох країн (Болгарії, Хорватії, Румунії) до Шенгенської зони на порядку денному в будь-який момент, але він відчував, що це не гарна ідея, поки всі країни-члени не погодяться з цим».
8 липня 2021 року Європейський парламент підтвердив, що Хорватія виконала всі умови для Шенгену. Того ж дня Урсула фон дер Ляєн, президентка Європейської комісії, заявила, що «Хорватія готова до Шенгену, наше завдання зараз — переконати Раду Ви можете бути впевнені, що я над цим працюватиму».
23 липня 2021 року міністр закордонних справ Австрії Александер Шалленберг заявив, що «я дуже радий, що Хорватія скоро стане повноправним членом Шенгенської зони, і ми повністю підтримуємо її в цьому».
Станом на липень 2021 року Хорватія ще не приєдналася до Шенгенської зони; однак, відповідно до хорватського Закону про іноземців, правила щодо в'їзду та перебування громадян третіх країн у Шенгенській зоні, передбачені відповідним законодавством Шенгенської угоди, також застосовуються до в'їзду та перебування громадян третіх країн на території Хорватії.
Прем'єр-міністр Андрей Пленкович заявив у хорватському парламенті в липні 2021 року, подаючи звіт про засідання Європейської ради за останні шість місяців, що він очікує, що Хорватія увійде до Шенгенської зони у 2022 році.
Під час свого візиту до Загреба 25 листопада 2021 року президент Франції Еммануель Макрон висловив свою підтримку: «Хорватія готова до Шенгену. Вона виконала критерії вступу, підтвердивши, що вона міцно організована та здатна захистити власні кордони, які також зовнішніх кордонів Європейського Союзу проти контрабанди».
9 грудня 2021 року Рада Європейського Союзу дійшла висновку, що Хорватія виконала необхідні умови для застосування всіх частин Schengen acquis. Цей висновок є попередньою умовою для того, щоб Рада могла прийняти наступне рішення про скасування контролю на внутрішньому кордоні.
14 грудня 2021 року прем'єр-міністр Пленкович заявив, що він очікує остаточного рішення від ЄС щодо приєднання Хорватії до Шенгенської зони та єврозони у 2022 році.
Після поразки уряду Янеза Янші на виборах у Словенії у квітні 2022 року новий прем'єр-міністр Словенії Роберт Голоб оголосив про зміни у підході Словенії до Хорватії, заявивши, що він наполягатиме на виконанні рішення арбітражу щодо кордону перед прийняттям Хорватії до Шенгену. Новий міністр закордонних справ Словенії Таня Файон також заявила, що вступ Хорватії до Шенгену має бути прив'язаний до імплементації рішення про кордон, додавши, що членство Хорватії в Шенгенської зоні «буде реально можливе тільки після того, як для Шенгену будуть встановлені чіткі та прозорі правила». Уже в 2021 році Файон розкритикувала Єврокомісію за те, що вона рекомендувала Хорватії вступити до Шенгенської зони, заявивши, що «немає інформації про те, що Хорватія готова», і що «Хорватія недостатньо захищає свої кордони», і навіть припустила, що рішення Єврокомісії був політичним, заснованим на дружбі між президентом Європейської комісії Юнкером і прем'єр-міністром Хорватії Пленковичем. Однак у травні 2022 року президентка Європейського парламенту Роберта Мецола розкритикувала будь-яку можливу блокаду як «ганебну» та «засновану на політичних мотивах» і закликала прийняти Хорватію до Шенгенської зони під час головування Франції в ЄС, тобто до кінця червня 2022 року. На початку червня 2022 року президент Словенії Борут Пахор припустив, що прикордонна суперечка не призведе до блокування заявки Хорватії на вступ до Шенгену, посилаючись на заяву міністра закордонних справ Файон про те, що прикордонний арбітраж не прив'язаний до вступу до Шенгену. Наприкінці червня 2022 року міністр закордонних справ Словенії Файон заявив, що Словенія не блокуватиме вступ Хорватії, але потім продовжив заяву, що «Нідерланди і, можливо, також якась інша держава» блокуватимуть розширення Шенгенської зони.. У жовтні 2022 року уряд Словенії заявив, що «в принципі» підтримує приєднання Хорватії до Шенгенської зони. Заява була зроблена після повідомлень про те, що Словенія готує односторонню заяву про те, що вступ до Шенгенської зони означає, що Хорватія визнає рішення арбітражу щодо кордону. Хорватія відкинула таке тлумачення як «юридичну екзотику». За даними словенських ЗМІ, Словенія також безуспішно лобіювала приєднання Хорватії до Шенгенської зони із заявкою Румунії та Болгарії. Проти цієї пропозиції виступають Хорватія та Чехія, які головують у Раді Європейського Союзу.
У травні 2022 року Європейська комісія представила звіт про стан Шенгенської зони 2022, перший в історії звіт такого роду. У звіті нагадується, що в грудні 2021 року Рада визнала, що Хорватія виконала необхідні умови, і що тепер Рада має внести проєкт рішення про скасування контролю на внутрішніх кордонах і проконсультуватися з Європейським парламентом.
22 червня прем'єр-міністр Андрей Пленкович, виступаючи перед Європейським парламентом у Брюсселі, заявив, що Рада ЄС надішле проєкт рішення щодо приєднання Хорватії до Шенгенської зони 1 січня 2023 року, а остаточне рішення може бути ухвалене. буде прийнято восени 2022 року.
29 червня 2022 року Рада Європейського Союзу офіційно розпочала процедуру ухвалення рішення щодо вступу Республіки Хорватія до Шенгенської зони. Проєкт Рішення Ради «про повне застосування положень Шенгенського acquis в Республіці Хорватія» було направлено до Європейського парламенту. Очікується, що Європейський парламент проголосує з цього питання в листопаді 2022 року. Після голосування в парламенті 22 країни-члени Шенгенської зони ЄС і Хорватія повинні одноголосно погодитися щодо вступу Хорватії до того, як Рада офіційно ухвалить рішення. У проєкті рішення Ради пропонується застосувати шенгенські правила до Хорватії з 1 січня 2023 року, але відкладає застосування в аеропортах до 26 березня 2023 року. Пленкович уточнив, що інша дата для контролю повітряного руху має «технічні причини», оскільки в аеропортах Шенгену країн «необхідно змінити ворота для літаків, які прибувають і вилітають у Хорватію, щоб мати можливість розділяти пасажирів, тобто (щоб) направляти їх до виходів без прикордонного контролю».
7 липня 2022 року прем'єр-міністр Чехії Петр Фіала після зустрічі з прем'єр-міністром Хорватії Андреєм Пленковичем у Празі заявив, що під час головування Чехії в ЄС, яке розпочалося на початку липня 2022 року, Чехія прагнутиме забезпечити вступ Хорватії до Шенгенської зони. Фіала також сказав, що він відчуває значну підтримку серед лідерів ЄС щодо приєднання Хорватії до Шенгенської зони, спілкуючись з ними на неформальних зустрічах.
25 жовтня 2022 року Комітет з громадянських свобод парламенту ЄС схвалив скасування контролю на внутрішньому кордоні між Шенгенською зоною та Хорватією 45 голосами «за», 8 «проти» і 5 утрималися. Європейський парламент проголосував за «Проєкт рішення Ради щодо повного застосування положень Schengen acquis у Республіці Хорватія» 10 листопада 2022 року: 534 голоси «за», 53 «проти» та 25 утрималися. Після цього голосування Рада юстиції та внутрішніх справ ЄС прийме остаточне рішення щодо вступу Хорватії до Шенгенської зони 9 грудня 2022 року.
24 листопада 2022 року Австрія висловила підтримку вступу Хорватії до Шенгенської зони, канцлер Карл Негаммер заявив у Загребі: «Ми підтримуватимемо шлях Хорватії до Шенгенської зони» з нагоди 30-річчя двосторонніх відносин між двома країнами.
2 грудня 2022 року державний секретар Нідерландів Ерік ван дер Бурґ заявив, що Румунія та Хорватія готові приєднатися після щотижневої зустрічі міністрів Нідерландів.
8 грудня 2022 року міністри юстиції та внутрішніх справ, які представляють свої країни ЄС під назвою Рада юстиції та внутрішніх справ, яка є однією з конфігурацій Ради Європейського Союзу, прийняли остаточне рішення прийняти Хорватію до Шенгенської зони. Рішення набуло чинности 1 січня 2023 року, що означає, що перевірки осіб на внутрішніх сухопутних і морських кордонах між Хорватією та іншими країнами Шенгенської зони скасовані. Перевірки на внутрішніх повітряних кордонах, тобто в аеропортах, будуть скасовані з 26 березня 2023 року, враховуючи потребу, щоб це збігалося з датами літнього/зимового розкладу IATA. З 1 січня 2023 року Хорватія також почне видавати шенгенські візи та зможе повною мірою використовувати Шенгенську інформаційну систему.

## Подальше розширення Шенгенської зони

### Гібралтар

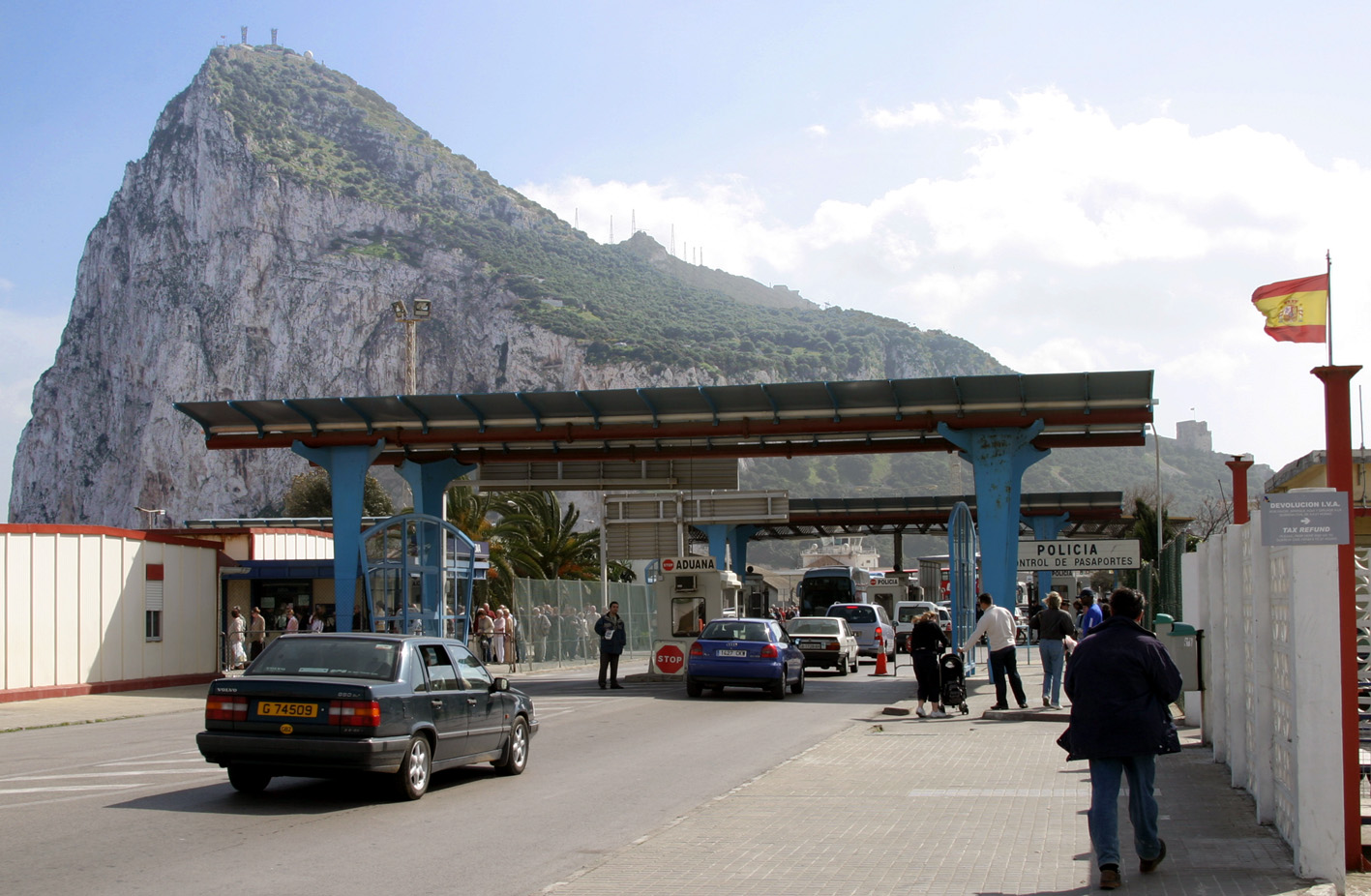
Кордон Гібралтару та Іспанії у 2004 році на фоні Гібралтарської скелі

У результаті Brexit Гібралтар перестав бути частиною Європейського Союзу 31 січня 2020 року, хоча для більшости цілей він розглядався як його частина під час перехідного етапу до 31 грудня 2020 року. Як і Велика Британія, він не був частиною Шенгенської зони, але, на відміну від Сполученого Королівства, Гібралтар також був поза митним союзом ЄС. Завдяки заяві, поданій Сполученим Королівством до ЄЕС у 1982 році, з огляду на набуття чинности Акту про британське громадянство 1981 року, гібралтарці були зараховані до британських громадян для цілей законодавства Співтовариства, і як такі вони користувалися повним правом вільне пересування в межах Європейської економічної зони та Швейцарії. Під час перехідного періоду Brexit до 31 грудня 2020 року Гібралтар для більшости цілей усе ще розглядався як територія ЄС.
31 грудня 2020 року уряди Іспанії та Сполученого Королівства (за порадами уряду Гібралтару) дійшли принципової згоди щодо основи договору Великобританії та ЄС щодо аспектів майбутніх відносин Гібралтару з Європейським Союзом.. І Іспанія, і голова представництва Великої Британії при Європейському Союзі згодом заявили Європейській комісії про своє бажання, щоб така угода була обговорена, і що ЄС повинен шукати мандат для цієї мети.
Головний міністр Гібралтару Фабіан Пікардо заявив, що він очікує, що угода, яка діятиме протягом початкового періоду в чотири роки, зробить порт і аеропорт Гібралтару пунктами входу до Шенгенської зони. Цими пунктами входу керуватиме операція Frontex. Іспанія, як сусідня держава-член Шенгену, відповідатиме щодо Європейського Союзу за імплементацію Schengen acquis. Очікується, що жителі Гібралтару, незалежно від їх національности, матимуть максимальну та необмежену мобільність до Шенгенської зони. Громадяни Сполученого Королівства, які не є резидентами Гібралтару, проходитимуть національні перевірки в третіх країнах, коли вони в'їжджатимуть до Гібралтару через порт або аеропорт Гібралтару. Очікується, що національна перевірка третьої країни включатиме два види контролю: один з боку Агентства прикордонної та берегової охорони Гібралтару, що надає право на в'їзд до Гібралтару, а інший — з боку Frontex, який надає право на в'їзд до Шенгенської зони. Пікардо порівняв цю схему з розташованими поруч засобами керування на станціях Eurostar, хоча він визнав, що там ситуація дещо інша.
31 грудня 2020 року міністр закордонних справ Іспанії Аранча Гонсалес Лайя сказала, що вона передбачає, що переговори та укладення договору займуть близько шести місяців, але тим часом Іспанія працюватиме над тим, щоб мобільність на кордоні була «такою ж плавною, як можливо».
Окрім необмеженої мобільности людей, переговори також будуть спрямовані на вирішення питання максимальної та необмеженої мобільности товарів між Гібралтаром та Європейським Союзом, а також розглянуть питання, пов'язані з навколишнім середовищем, рівними умовами гри, координацією соціального забезпечення, правами громадян, даними, а також питання, пов'язані з продовженням визнання документів.
6 жовтня 2021 року ЄС погодився розпочати офіційні переговори з Великою Британією, передбачаючи угоду щодо Гібралтару, і переговори почалися незабаром після цього. Вони тривали станом на лютий 2022 року, сподівалися, що вони завершаться протягом весни 2022 року. Станом на жовтень 2022 року переговори тривали.

### Кіпр
Незважаючи на те, що Кіпр, який вступив до ЄС 1 травня 2004 року, юридично зобов'язаний приєднатися до Шенгенської зони, впровадження було відкладено через суперечку щодо Кіпру. За словами колишнього міністра закордонних справ Кіпру Гіоргоса Ліллікаса, «суворий і повний контроль, заснований на Шенгені, створюватиме величезні страждання на щоденній основі для турків-кіпріотів» Північного Кіпру, і незрозуміло, чи можливий цей контроль до виришення суперечки. Британські суверенні бази Акротірі та Декелія, британська заморська територія, яка знаходиться за межами ЄС, також потребують «іншого поводження та механізмів». Акротірі та Декелія не мають прикордонного контролю з Кіпром, але мають власний прикордонний контроль на своїй авіабазі. Станом на 2018 рік не встановлено дати впровадження шенгенських правил Кіпром. Кіпр має меншу потенційну користь від імплементації Шенгену, оскільки він не має сухопутного кордону з іншим членом ЄС; до найближчого члена ЄС потрібна подорож літаком або близько 12 годин подорожі морем.
У листопаді 2019 року міністр закордонних справ Кіпру Нікос Хрістодулідес повідомив, що Кіпр формально почав процес приєднання до Шенгенської зони у вересні. Важливою причиною є доступ до Шенгенської інформаційної системи та інша співпраця з прикордонного контролю. Європейська комісія розглядає заявку.
3 травня 2022 року Європейський парламент схвалив пропозицію надати Кіпру повний доступ до Шенгенської інформаційної системи. Цю пропозицію ще має схвалити Рада Європейського Союзу.

## Потенційне розширення Шенгенської зони
Потенційно до Шенгенської зони вступлять держави-кандидатки на членство в ЄС опісля приєднання до ЄС, а саме західнобалканські держави й Україна.

### Україна
У травні 2017 року президент України Петро Порошенко висловив упевненість в тому, що, доклавши зусилля, можна досягти приєднання України до Шенгенської зони:
|                   | ... наша мета — щоб Україна стала членом Шенгенської зони, щоб ... з Харкова до Лісабона можна було проїхати без зупинок на кордонах. |
| — Петро Порошенко | |

8 грудня 2017 року президент України Петро Порошенко під час спільного брифінгу з президенткою Литви Даля Ґрибаускайте у Вільнюсі висловив надію, що Україна приєднається до держав Шенгенської зони:
|                   | Я хотів би висловити надію, що Україні вдасться приєднатись до країн Шенгенської зони. Це також одна з наших ініціатив по програмі Східне партнерство+, яка передбачає низку проєктів, щодо нашої співпраці: приєднання України до Європейського Союзу, приєднання України до Цифрового союзу, приєднання України до Шенгенського союзу і ми дуже уважно аналізуємо перспективи приєднання України до Митного союзу. |
| — Петро Порошенко | |